# Giuliano Teatino

Lage von Giuliano Teatino in der Provinz Chieti

Giuliano Teatino ist eine italienische Gemeinde (comune) mit 1126 Einwohnern (Stand 31. Dezember 2023) in der Provinz Chieti in den Abruzzen. 
Die Ortschaft liegt als alte Burg auf einem Hügel zwischen den Flüssen Venna und Dendalo, die in den Foro münden. Sie liegt etwa 10,5 Kilometer südöstlich von Chieti. 

## Geschichte
Strategisch günstig gelegen ist die Burganlage aus dem 11. Jahrhundert. Belehnt waren unter anderem die Orsini und die Caracciolo als Grundherren. Genannt wird der Ort aber erstmals um 1320.

## Weinbau
In der Gemeinde werden Reben der Sorte Montepulciano für den DOC-Wein Montepulciano d’Abruzzo angebaut.

## Persönlichkeiten
- Antonio Razzi (* 1948), Politiker